# 金沢百万石まつり
金沢百万石まつり（かなざわひゃくまんごくまつり）は、毎年6月に石川県金沢市で行われる祭りである。金沢百万石まつり実行委員会（金沢市と金沢商工会議所）が主催する。

## 概要
加賀藩の祖・前田利家が1583年（天正11年）6月14日、金沢城に入城したことにちなんだもので、入城の行列を再現した百万石行列をはじめ、薪能、茶会などのイベントが、6月上旬の土曜日（2007年からは第1土曜日）を中心とした3日間に行われる。

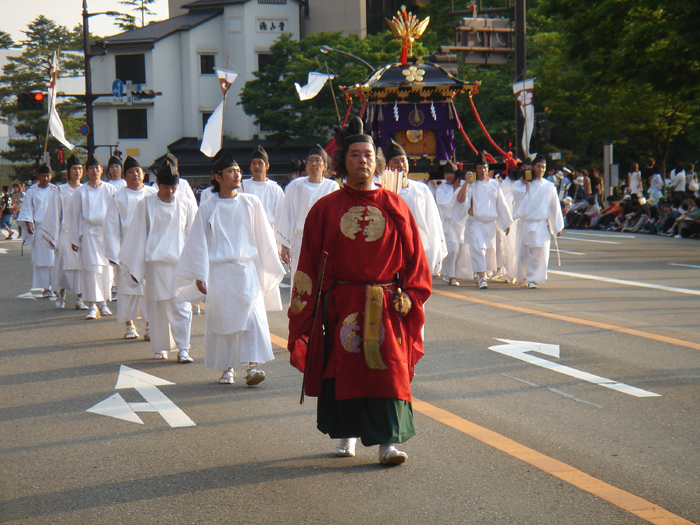
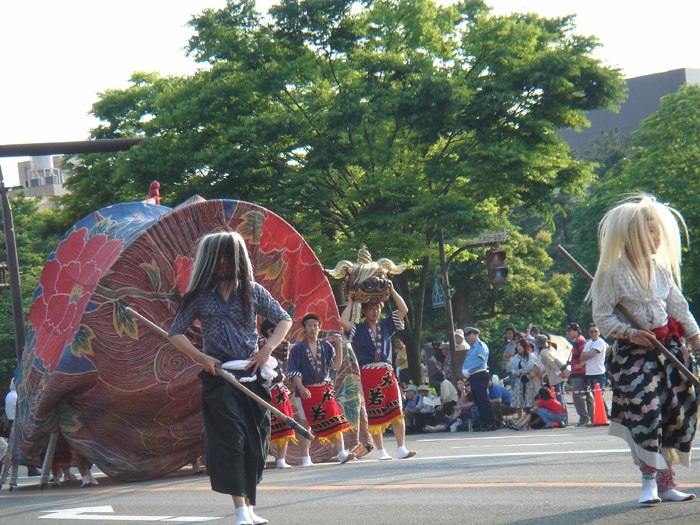
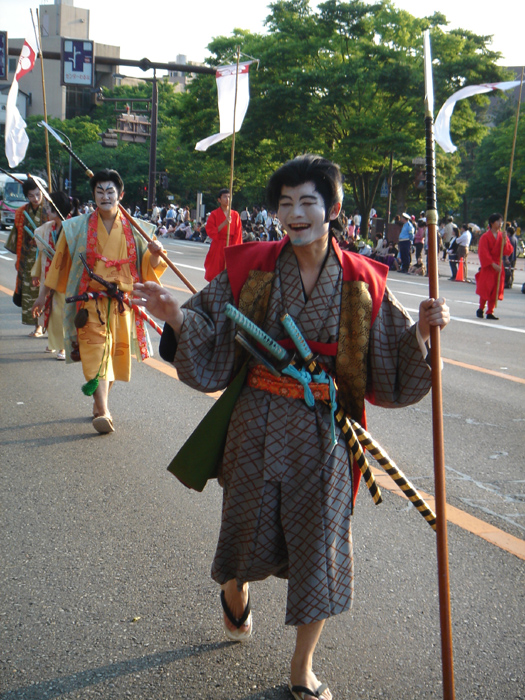
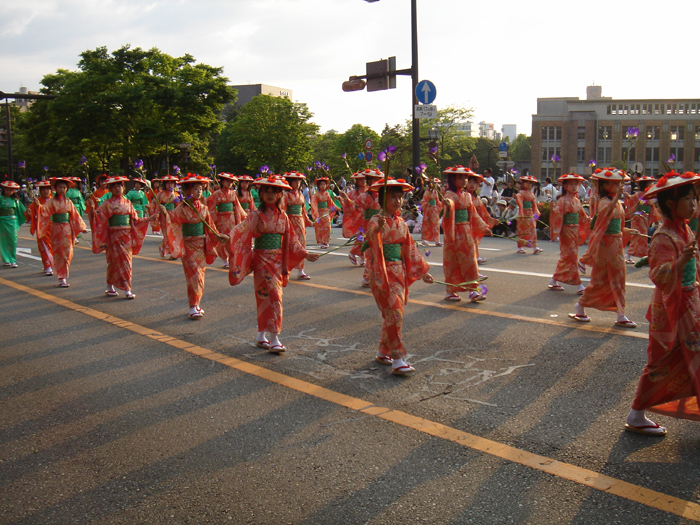
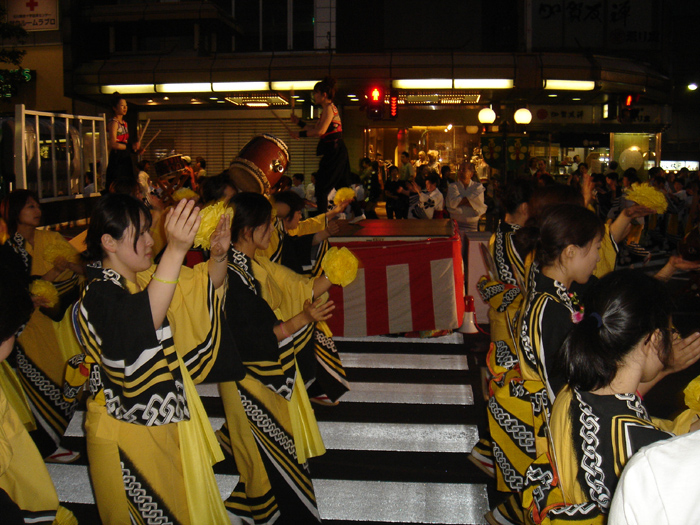

百万石まつりのルーツは、1923年（大正12年）6月14日に金沢市祭として行われた行事で、1945年（昭和20年）まで行われた。翌年から1952年（昭和27年）までGHQの指導により「尾山まつり」として執り行われた。
現在の形式での祭りは、1952年（昭和27年）4月25日の金沢市と金沢商工会議所主催による「商工まつり」が第1回とされている。もともとは江戸時代に行われていた百日祭が起源とされ、百日祭では行列は3日間かけて行われた。1988年（昭和63年）および1989年（平成元年）は金沢市制百周年を記念して5日間開催された。
新型コロナウイルスの影響で、2020年（令和2年）の開催は見送られる方針で検討されていると同年4月9日に北國新聞が報じた。その後4月14日には正式に中止が決まり、初の開催中止となった。2021年（令和3年）は当初一部の行事を中止し、行列のみの開催となる予定だった。しかし、まん延防止等重点措置の影響で見送られる方針が検討され、4月30日に中止が発表された。2022年（令和4年）は3年ぶりに百万石行列が開催された。

## 主な日程
協賛行事含む。
- 1日目（金曜日）：祈願祭、献茶式[2]、加賀友禅灯ろう流し[2][20][21][22]、子ども提灯太鼓行列[2][23]
- 2日目（土曜日）：百万石茶会[2][19]、百万石行列、百万石踊り流し[注釈 1][2][19][25]
- 3日目（日曜日）：百万石茶会[2][5][19]、民謡華絵巻[2][19][25]、加賀百万石「盆正月」（加賀藩時代の行事に由来）[19][26]、百万石薪能[19]

## 子ども提灯太鼓行列
市内各校区（金沢市内では「校下」と呼称）の児童生徒が、法被を着て「金沢市歌」を歌いながら市内を練り歩く行事。出発場所は石川県政記念しいのき迎賓館のしいのき緑地で、帰りは自分の校区まで歩いて帰る。2022年の第72回では各校区ごとに実施する方針に変更された。

## 百万石行列
祭りのメインイベント。1999年（平成11年）までは「百万石パレード」の名称で翌年（2000年）から現在の「百万石行列」に変更した。かつては史実にしたがって第1回（1952年）と2回（1953年）は4月25日（前田利家の入場日の陰暦に相当）に、3回（1954年）から6回（1957年）までは5月1日から5月3日までの期間に、7回（1958年）からは6月14日を中心とした日程に行われた。2000年（平成12年）から県外からの観光客を招くために、6月14日に近い6月の第2土曜日に固定して開催するようになった。しかし雨天の年が多かったため、2007年（平成19年）から梅雨の影響を避けるためとして、6月の第1土曜日に早めて行われている。
1980年（昭和55年）から2005年（平成17年）までは金沢市役所前を出発し市内メインストリートを一周、長町研修館で終了していたが、2006年（平成18年）からは金沢駅東広場に新設された「鼓門」を出発し、石川門から金沢城に入城するようになった。
前田利家公行列やお松の方行列を中心に行列が練り歩く（構成は後述）。利家公役は、従来市役所や商工会議所の職員から選ばれていたが、1984年（昭和59年）に地元出身の俳優・鹿賀丈史を起用した。1985年（昭和60年）を除きそれ以降は毎年男性の俳優を起用している。
お松の方役は、金沢市内にある百貨店・大和と名鉄丸越（当時、現在の金沢エムザ）の女性店員が交代で務めていた（2001年のみ、第50回記念として斉藤慶子を起用）が、2008年（平成20年）以降は毎年女優を起用している。

### 行列の行程
百万石行列は以下の行程で構成されている（年度によって変更あり）。
- 先頭隊・音楽パレード・ミス百万石[29]
  - 祭りの横断幕を先頭に、市内の小中学生や警察・自衛隊（陸上自衛隊第10音楽隊・海上自衛隊舞鶴音楽隊）などによる音楽パレード、ミス百万石が続く。
- 獅子舞行列（加賀獅子）[29]
- 加賀鳶行列[2]
  - 金沢市内の消防団によって披露される。
- 尾山神社御鳳輦（ごほうれん）[2]
  - 前田利家の御神体の渡御。
- 子供奴行列[2]
- 珠姫御輿入れ行列[29]
  - 公募によって選ばれた金沢市内の児童が珠姫（5歳の女児）と利常（小学1年生の男児）に扮する[29]。
- 大人奴行列[29]
- お松の方行列[29]
  - お松の方は、尾長鳥と四君子をあしらった朱色の打掛をまとい装飾した車両に乗って行列が進む[29]。
- 4代・5代藩主行列[2]
  - 加賀藩4代藩主の前田光高、5代藩主の前田綱紀による行列[2]。
- 加賀八家家老行列[2]
- 前田利家公入城行列[2]
  - 前田利家は、末森城の戦いで着用した金色の大鯰尾の兜と具足をまとい白毛の馬に騎乗して行列が進む[2]。
- 赤母衣衆行列[29]

### 歴代の利家公とお松の方
芸名は起用時点。
| 年            | 利家公       | お松の方     | 出典                                              |
| ------------- | ------------ | ------------ | ------------------------------------------------- |
| 1984年        | 鹿賀丈史     | （一般公募） |                                                   |
| 1985年        | （一般公募） | （一般公募） |                                                   |
| 1986年        | 御木本伸介   | （一般公募） |                                                   |
| 1987年        | 三浦浩一     | （一般公募） |                                                   |
| 1988年        | 名高達郎     | （一般公募） |                                                   |
| 1989年        | 横内正       | （一般公募） |                                                   |
| 1990年        | 目黒祐樹     | （一般公募） |                                                   |
| 1991年        | 中条きよし   | （一般公募） |                                                   |
| 1992年        | 橋爪淳       | （一般公募） |                                                   |
| 1993年        | 辰巳琢郎     | （一般公募） |                                                   |
| 1994年        | 渡辺裕之     | （一般公募） |                                                   |
| 1995年        | 美木良介     | （一般公募） |                                                   |
| 1996年        | 高橋英樹     | （一般公募） |                                                   |
| 1997年        | あおい輝彦   | （一般公募） |                                                   |
| 1998年        | 千葉真一     | （一般公募） | [ 31 ]                                            |
| 1999年        | 藤岡弘       | （一般公募） |                                                   |
| 2000年        | 勝野洋       | （一般公募） |                                                   |
| 2001年        | 松平健       | 斉藤慶子     | [ 32 ]                                            |
| 2002年        | 風間トオル   | （一般公募） |                                                   |
| 2003年        | 加勢大周     | （一般公募） |                                                   |
| 2004年        | 東幹久       | （一般公募） |                                                   |
| 2005年        | 赤井英和     | （一般公募） |                                                   |
| 2006年        | 髙嶋政宏     | （一般公募） |                                                   |
| 2007年        | 的場浩司     | （一般公募） |                                                   |
| 2008年        | 山下真司     | 石野真子     |                                                   |
| 2009年        | 永島敏行     | 熊谷真実     |                                                   |
| 2010年        | 宍戸開       | 小林綾子     |                                                   |
| 2011年        | 村上弘明     | 藤谷美紀     | [ 33 ]                                            |
| 2012年        | 川野太郎     | 横山めぐみ   | [ 34 ]                                            |
| 2013年        | 松村雄基     | 大河内奈々子 | [ 35 ]                                            |
| 2014年        | 原田龍二     | 菊池麻衣子   |                                                   |
| 2015年        | 内藤剛志     | 菊川怜       | [ 25 ] [ 36 ]                                     |
| 2016年        | 袴田吉彦     | 笛木優子     |                                                   |
| 2017年        | 保阪尚希     | 佐藤藍子     |                                                   |
| 2018年        | 高橋克典     | 羽田美智子   | [ 3 ] [ 32 ] [ 37 ]                               |
| 2019年        | 加藤晴彦     | 藤本美貴     | [ 38 ]                                            |
| 2020年        | 陣内孝則     | 壇蜜         | [ 39 ]                                            |
| 2021年 2022年 | 竹中直人     | 栗山千明     | [ 4 ] [ 5 ] [ 6 ] [ 7 ] [ 8 ] [ 9 ] [ 11 ] [ 32 ] |
| 2023年        | 市川右團次   | 紺野まひる   | [ 40 ] [ 41 ]                                     |
| 2024年        | 仲村トオル   | 夏菜         | [ 42 ]                                            |
| 2025年        | 石原良純     | 北乃きい     | [ 43 ]                                            |

## テレビ中継
石川県内の放送局では、百万石行列の実施時期に合わせてテレビ中継が行われ、2011年以降は北陸放送（MROテレビ）と石川テレビ放送の2局で放送されている（2020年・2025年度を除く）。前者は同局アナウンサーのほとんどが出演、後者は『石川さん情報Live リフレッシュ』の出演者（2008年〜2024年）が中心となって出演する。2015年以降の概要は以下のとおりであるが、利家公役が金沢城に入城するまでは2019年までは放送されなかったが、2022年ではYouTubeの「石川テレビ公式チャンネル」にて、入場祝祭の模様が流れるようになった。1970年代から2000年代前半までは北陸放送の独占中継だった。土曜日開催後、石川テレビでも生中継を開始している。。
| 開催年 | 放送時間                                         | ゲスト                                                                             | 備考 |
| ------ | ------------------------------------------------ | ---------------------------------------------------------------------------------- | --- |
| 2015年 | 13:25 - 17:30（MRO） 14:00 - 17:30（石川テレビ） | 太川陽介、篠井英介、キンタロー。（MRO） 松本明子、照英（石川テレビ）               | |
| 2016年 | 13:25 - 17:30（MRO） 13:55 - 17:25（石川テレビ） | 椿鬼奴、狩野英孝（MRO） 壇蜜、篠原信一（石川テレビ）                               | |
| 2017年 | 13:25 - 17:30（MRO） 13:00 - 17:30（石川テレビ） | TKO、MEGUMI（MRO） 平野ノラ（石川テレビ）                                          | |
| 2018年 | 12:55 - 17:30（MRO） 13:00 - 17:30（石川テレビ） | 遠藤章造（ココリコ）、菊地亜美（MRO） ウド鈴木（キャイ〜ン）、流れ星（石川テレビ） | |
| 2019年 | 12:55 - 17:30（MRO） 13:00 - 17:30（石川テレビ） | アンミカ、JOY、アントニー（マテンロウ）（MRO） 羽田美智子（石川テレビ）            | 石川テレビでは当初、原田龍二（2014年の利家公役）の出演を予定していたが、『週刊文春』で報じられた不倫騒動により、石川テレビ側の意向で出演を取り止めた。 |
| 2020年 | 13:05 - 14:35                                    | 太川陽介、高橋克典                                                                 | MROのみの放送。過去の百万石まつりを振り返る。 |
| 2021年 | 12:10 - 13:40（MRO） 10:25 - 11:20（石川テレビ） | 長谷川孝徳 (北陸大学教授）（MRO） 壇蜜 （石川テレビ）                              | MROでは事前収録となっている。 |
| 2022年 | 12:55 - 17:30（MRO） 13:00 - 17:30（石川テレビ） | 国分太一（MRO） 炎鵬晃 （石川テレビ）                                              | |

テレビ金沢ではかつて中継が行われたが、経営状況から2010年の放送を最後にテレビ中継を終了し、バラエティ番組（再放送含む）やテレビショッピングなどが編成されるようになった。なお、北陸朝日放送（HAB）では開局時から中継は行っていないが、2014年にはFIFAワールドカップの前哨戦となる日本対ザンビア戦と特別番組の放送に伴い、『土曜はドキドキ』内で行列開始直前の様子が放送された（12:40 - 13:30）。

## 出来事

### 火災
2018年（平成30年）6月1日に、特別協賛行事として行われた浅野川での加賀友禅燈ろう流しで、1個のろうそくが倒れたことをきっかけにして灯籠約600個が燃える火災が発生した。関係者の減少や高齢化が進むなか、ろうそくの新製や安全対策の強化は多大な負担となることから、翌年度の燈ろう流しは中止となった。2022年（令和4年）からはろうそくをLEDに変更して再開した。

### 撮影禁止に関する騒動
2022年（令和4年）開催の百万石行列では、同年5月28日に金沢百万石まつり実行委員会が公式ウェブサイトにおいて肖像権保護のため竹中直人・栗山千明への撮影・SNS投稿をご遠慮くださいという告知を掲載した。行列が開催された当日には「撮影はご遠慮ください。」と掲示したプラカードをスタッフが掲げながら行列が進行した。行列開催後もSNSやインターネット上では炎上状態となり、その結果、栗山は自身のTwitterにおいてこの騒動を謝罪する結果となった。また、金沢市長（当時）の村山卓も謝罪することになった。なお、同年11月6日に岐阜県岐阜市で開催されたぎふ信長まつりの「信長公騎馬武者行列」では、行列に参加した木村拓哉・伊藤英明ともに撮影・SNS投稿への制限は実施されなかった。